# Führichgasse
 (novembre 2023).
La Führichgasse est une rue de Vienne, dans l'Innere Stadt. 

## Situation et accès
La Führichgasse va de Kärntner Straße vers l'ouest jusqu'au croisement de la Lobkowitzplatz et d'Augustinerstraße. Elle est une rue à sens unique entre Tegethoffstraße et Lobkowitzplatz, la section entre Tegethoffstraße et Kärntner Straße est une zone piétonne. En raison de sa proximité avec Kärntner Straße et Albertinaplatz, le trafic piétonnier est très animé, à cause des touristes, qui fréquentent aussi les hôtels et les restaurants de la Führichgasse.

## Origine du nom
Elle rend hommage au peintre autrichien Joseph von Führich (1800-1876).

## Historique
Là où se trouve la Führichgasse, il y avait au Moyen Âge un couvent de l'ordre des clarisses fondé en 1303 qui s'étendait entre aujourd'hui la Kärntner Straße et la Lobkowitzplatz. Quand les clarisses fuient à cause des Turcs en 1529, le Bürgerspital prend leur place. Les clarisses reviennent à Vienne à Sainte-Anne.
De 1784 à 1790, le Bürgerspital devient un grand complexe d'habitations, l'église est détruite. Il y a alors 220 habitants, certains sont des artistes du Theater am Kärntnertor. Le complexe est divisé de 1873 à 1875. La Führichgasse est créée et prend son nom actuel en 1876. La plupart des bâtiments datent des années 1880 jusqu'au début du XXe siècle.

## Bâtiments remarquables et lieux de mémoire

### No1: Kärntnerhof

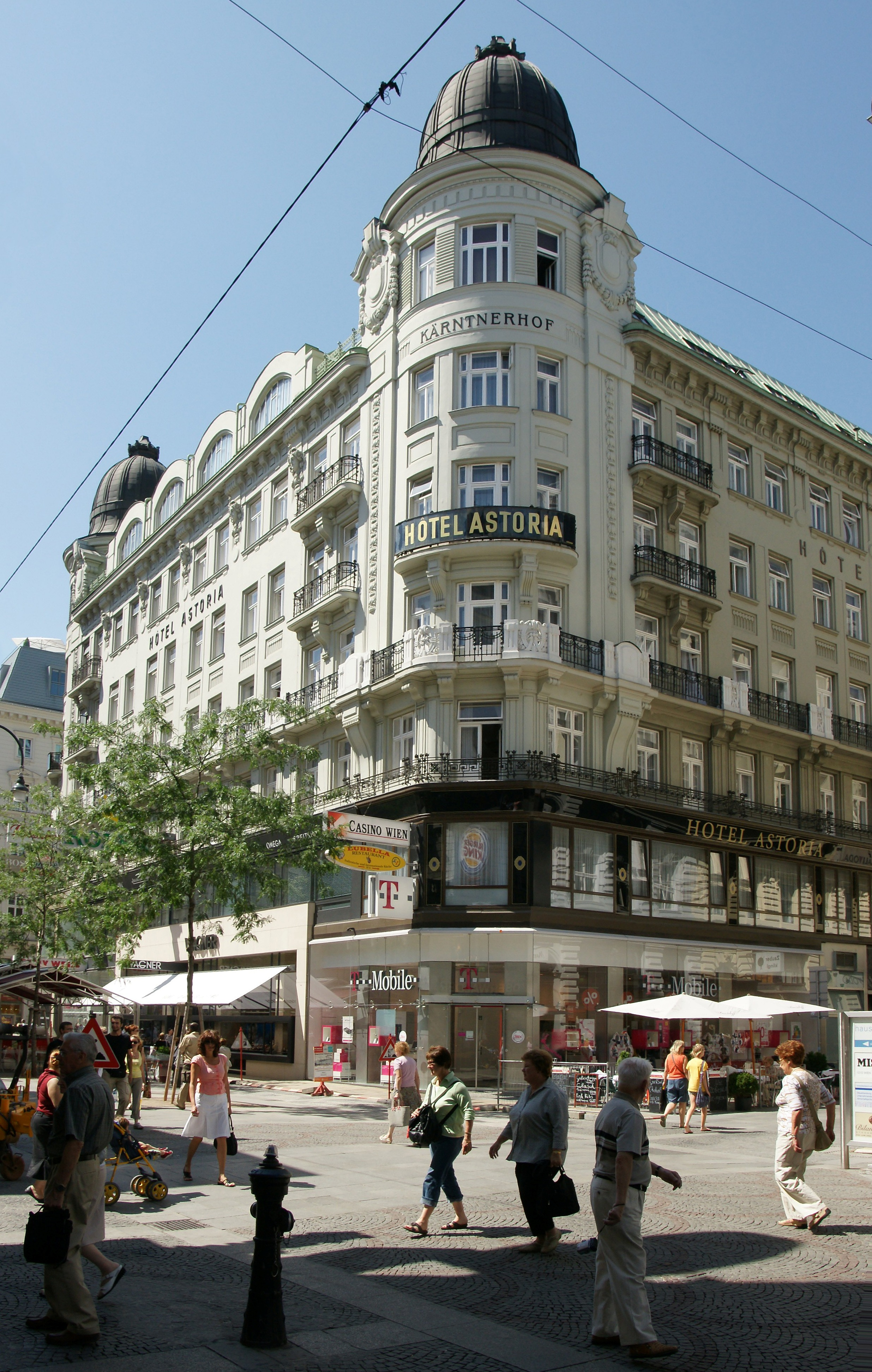
L'Hôtel Astoria

Avec l'émergence de la Führichgasse, Otto Thienemann crée la Kärntner Hof, un passage avec un toit en verre au-dessus des trois étages, inspiré de la Galleria Vittorio Emanuele II à Milan, entre Führichgasse, Kärntnerstrasse, Maysedergasse et Tegethoffstraße. Ce complexe de bâtiments est démoli en 1909.
Sur une moitié du complexe entre Führichgasse, Kärntnerstrasse et Maysedergasse, Franz Mörtinger (de) construit l'Hôtel Astoria dans le style Art nouveau de 1911 à 1912. Le portail contemporain de l'hôtel est l'œuvre en 1962 d'Otto Mayr.

### Nos2, 4, 6: Haus Gomperz

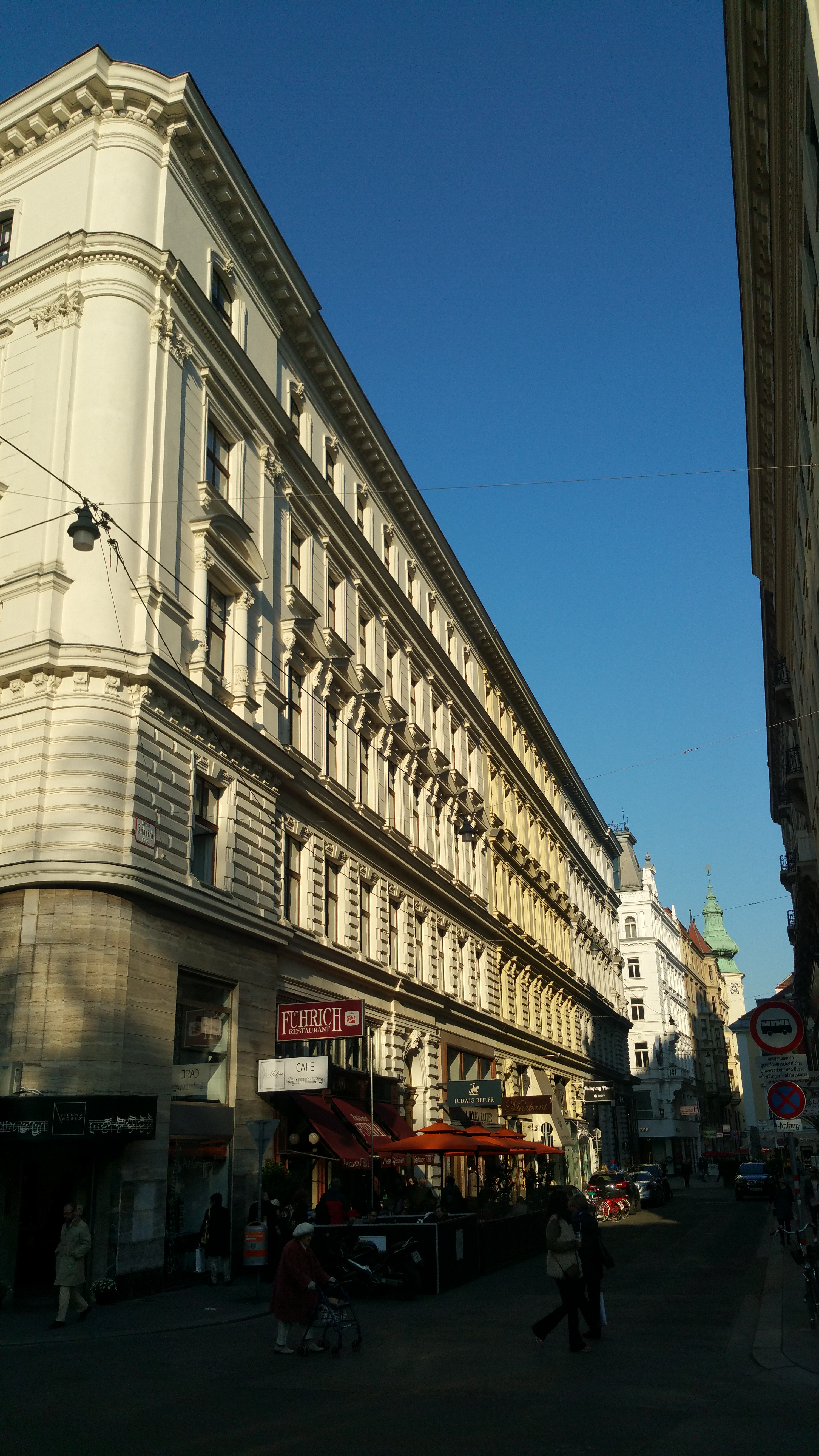
Führichgasse 2–6 (1877)

Les trois immeubles sont érigés en 1877 par Otto Thienemann entre Kärntnerstrasse, Führichgasse et Tegethoffstraße uniformément et ensemble dans le style néo-Renaissance.
Au no 6 se trouve l'ambassade du Danemark.

### No3: Riunione Adriatica di Sicurtà
Après la démolition de la Kärntner Hof, l'immeuble de Riunione Adriatica est bâti par Ludwig Baumann de 1911 à 1913 sur la deuxième moitié du complexe entre Führichgasse, Tegetthofstraße et Maysedergasse.

### No8: Café Tirolerhof

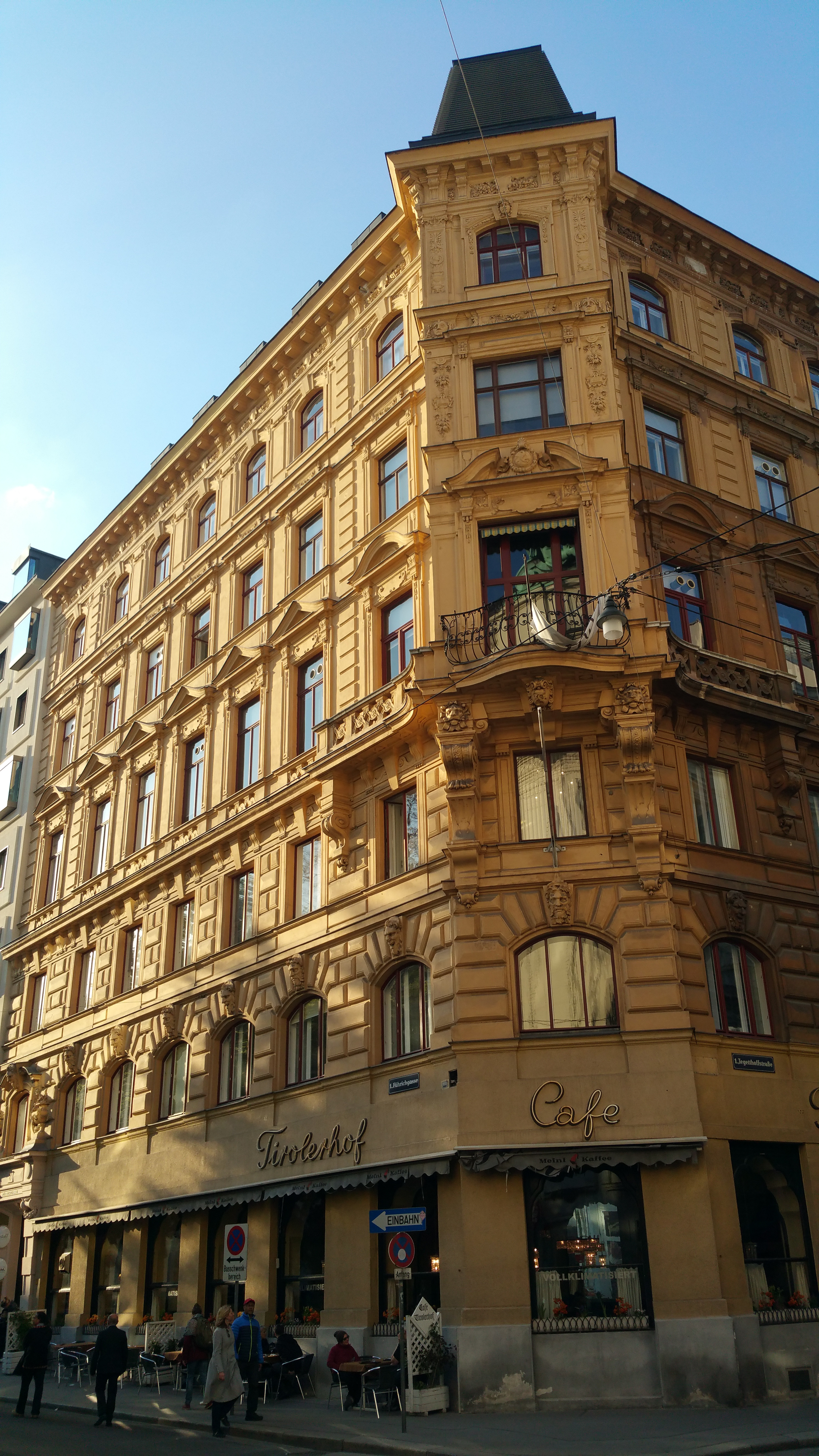
Führichgasse 8 (1885-1886)

L'immeuble au coin Tegethoffstraße/Führichgasse est construit en 1885-1886 par Karl König dans le style de l'historicisme tardif.
Le Café Tirolerhof est d'abord une laiterie, avant de devenir un café en 1918. En 1924, Adolf Micharoli conçoit l'intérieur avec des formes orientales d'art nouveau. En 2002, une rénovation intérieure a lieu.

### No10: Hôtel The Guesthouse Vienna
En 1953, Josef Heinzle et Stephan Simony font un internat pour étudiants. Arkan Zeytinogul en fait un hôtel de 2012 à 2013.

### No12: Immeuble historiciste
L'immeuble à l'angle Lobkowitzplatz/Führichgasse est construit en 1884 et 1885 par Otto Wagner. Il s'agit de l'un des premiers immeubles de l'architecte.